# Blažo Đuričić
Blažo Đuričić, bosansko-hercegovski agronom, politik in rezervni general, * 26. april 1914, ZDA † 29. maj 1991, Sarajevo.

## Življenjepis
Pred vojno je bil inženir agronomije. Leta 1941 je vstopil v NOVJ in KPJ. Med vojno je bil politični komisar več enot (11. divizije, 3. korpusa, ...).
Po vojni je bil sprva politični komisar divizije in 6. armade do 1947, nato pa je vstopil v politiko. Postal je pomočnik ministra za kmetijstvo FNRJ in BiH, podpredsednik Izvršnega sveta BiH (1955–1962), organizacijski sekretar in član IK Centralnega komiteja Zveze komunistov BiH, podpredsednik Zvezne skupščine (1967–1974/1980?), član Centralnega komiteja Zveze komunistov Jugoslavije (1964–1969) in član Sveta federacije.

## Odlikovanja
- Red narodnega heroja
- Red ljudske osvoboditve
- Red partizanske zvezde